# 1865 في الولايات المتحدة
فيما يلي قوائم الأحداث التي وقعت خلال عام 1865 في الولايات المتحدة.

## سياسة

### تعيين في المنصب
- 3 يناير – هنري هاولاند كرابو حاكم ميشيغان [الإنجليزية]‏.
- 4 مارس – إليزا جونسون السيدة الثانية للولايات المتحدة،السيدة الأولى للولايات المتحدة.
- 9 مارس – جون كريسويل عضو مجلس الشيوخ الأمريكي.
- 9 مارس – هيو مكولوتش وزير الخزانة الأمريكي.
- 1 أبريل – ابراهام كوركيندول أليسون حاكم ولاية فلوريدا [الإنجليزية]‏.
- 15 أبريل – أندرو جونسون رئيس الولايات المتحدة.
- 16 مايو – جيمس هارلان وزير داخلية الولايات المتحدة.
- 13 يوليو – ويليام مارفن حاكم ولاية فلوريدا [الإنجليزية]‏.
- 20 ديسمبر – ديفيد شلبي وولكر حاكم ولاية فلوريدا [الإنجليزية]‏.

### انتهاء فترة المنصب
- 1 يناير – جون تومسون هوفمان Recorder of New York City [الإنجليزية]‏.
- 3 مارس – جون كريسويل عضو مجلس النواب الأمريكي.
- 3 مارس – وليام بي فيسيندين وزير الخزانة الأمريكي.
- 4 مارس – أندرو جونسون حاكم تينيسي [الإنجليزية]‏.
- 15 أبريل – أبراهام لينكون رئيس الولايات المتحدة.
- 15 أبريل – إليزا جونسون السيدة الثانية للولايات المتحدة.
- 15 أبريل – ماري تود لينكون السيدة الأولى للولايات المتحدة.
- 19 مايو – ابراهام كوركيندول أليسون حاكم ولاية فلوريدا [الإنجليزية]‏.
- 17 يونيو – جوزيف ايمرسون براون حاكم جورجيا [الإنجليزية]‏.
- 20 ديسمبر – ويليام مارفن حاكم ولاية فلوريدا [الإنجليزية]‏.
- 31 ديسمبر – لوسيوس روبنسون New York State Comptroller [الإنجليزية]‏.

## ظهور
- 1 يناير – ذا نيشن

## مواليد

### يناير
- 1 يناير – ادوين يتفيلد فاي
- 10 يناير – ماري إنغلز
- 22 يناير – ولبر سكوفيل
- 26 يناير – لويس أجريكولا باور عالم فلك أمريكي.

### فبراير
- 1 فبراير – كايت لانجلي بوشير كاتب أمريكي.
- 9 فبراير – ويلسون بنتلي مصور أمريكي.

### مارس
- 19 مارس – ويليام مورتن ويلر
- 21 مارس – جورج أوين سكوير ضابط من الولايات المتحدة الأمريكية.

### مايو
- 6 مايو – جون والتر كريستي مهندس أمريكي.
- 19 يوليو – تشارلس هوراس مايو طبيب أمريكي.
- 25 مايو – جون راليه موت دبلوماسي من الولايات المتحدة الأمريكية.
- 26 مايو – روبرت ويليام تشامبرز

### يونيو
- 24 يونيو – روبرت هنري رسام أمريكي.

### يوليو
- 14 يوليو – آني جونز لاعب سيرك من الولايات المتحدة الأمريكية.
- 19 يوليو – تشارلس هوراس مايو طبيب أمريكي.
- 23 يوليو – ادوارد تيري سانفورد

### أغسطس
- 12 أغسطس – إدوارد سي كورتيس سياسي أمريكي.
- 15 أغسطس – ادوين إل. نوريس سياسي أمريكي.
- 27 أغسطس – تشارلز جيتس دوز سياسي أمريكي.
- 27 أغسطس – جيمس هنري برستد

### سبتمبر
- 2 سبتمبر – هنري فلود سياسي أمريكي.
- 4 سبتمبر – ألبرت سبير هيتشكوك
- 11 سبتمبر – فيديريك فونستون ضابط من الولايات المتحدة الأمريكية.
- 19 سبتمبر – إيلمر أوتس ووتون عالم نبات من الولايات المتحدة.

### أكتوبر
- 14 أكتوبر - ماري مارجريت أورايلي المديرة المساعدة لدار سك النقود الأمريكيّة.

### نوفمبر
- 2 نوفمبر – وارن جي. هاردينغ سياسي أمريكي.
- 21 نوفمبر – هيو سميث عالم أسماك من الولايات المتحدة الأمريكية.
- 23 نوفمبر – هوارد تايلور لاعب كرة مضرب من الولايات المتحدة.

### ديسمبر
- 1 ديسمبر – فريند ريتشاردسون سياسي أمريكي.
- 21 ديسمبر – فرانك باتريك زين لاعب كرة قاعدة من الولايات المتحدة الأمريكية.
- 22 ديسمبر – تشارلز ساندز
- 22 ديسمبر – فرانك فينلي مريم سياسي من الولايات المتحدة الأمريكية.

## وفيات

### يناير
- 1 يناير – توماس ويلسون (مواليد 1807)
- 15 يناير – إدوارد إيفرت (مواليد 1794) سياسي أمريكي.
- 24 يناير – ستيفن ألن بنسون (مواليد 1816)

### فبراير
- 17 فبراير – جورج فيلبس بوند (مواليد 1825) عالم فلك أمريكي.

### أبريل
- 10 أبريل – ناثانيل ب بوردن (مواليد 1801) سياسي أمريكي.
- 15 أبريل – أبراهام لينكون (مواليد 1809) الرئيس السادس عشر لأمريكا.
- 26 أبريل – جون ويلكس بوث (مواليد 1838)

### مايو
- 8 مايو – جون رينولدز (مواليد 1788) سياسي من الولايات المتحدة.
- 30 مايو – جون كاترون (مواليد 1786)

### يونيو
- 23 يونيو – وليام ويلكنز (مواليد 1779) سياسي أمريكي.

### يوليو
- 7 يوليو – ديفيد هيرولد (مواليد 1842) سياسي من الولايات المتحدة الأمريكية.
- 7 يوليو – لويس باول (مواليد 1844) جندي من الولايات المتحدة الأمريكية.

### أكتوبر
- 17 أكتوبر – وليم فرانسيس لنش (مواليد 1801) ضابط من الولايات المتحدة الأمريكية.

### ديسمبر
- 16 ديسمبر – فيليب ألين (مواليد 1785) سياسي أمريكي.
- 18 ديسمبر – توماس كوروين (مواليد 1794) سياسي أمريكي.
- 28 ديسمبر – جيمس دنكن غراهام (مواليد 1799)